# Behaim Peak
Der Behaim Peak ist ein markanter, pyramidenförmiger, felsiger und 1150 m (laut britischer Angaben 800 m) hoher Berg im westlichen Grahamland auf der Antarktischen Halbinsel. Er ragt am südlichen Ende einer Reihe von Bergen auf, die den Meridian-Gletscher vom Gebirgspass Doggo Defile trennen.
Luftaufnahmen von diesem Berg entstanden im November 1947 bei der US-amerikanischen Ronne Antarctic Research Expedition (1947–1948). Der Falkland Islands Dependencies Survey nahm im Dezember 1958 Vermessungen vor. Das UK Antarctic Place-Names Committee  benannte ihn 1962 nach dem deutschen Kartografen, Astronom und Kosmographen Martin Behaim (1459–1506), dem die erstmalige Anwendung des Astrolabiums für die Schiffsnavigation im Jahr 1480 zugesprochen wird.